# Frontière entre l'Iran et le Qatar
La frontière entre l'Iran et le Qatar est entièrement maritime et se situe dans le golfe Persique.
En juin 1971, un traité fut formalisé avec une ligne de démarcation en 6 points 
- Point (1) est défini comme « le point le plus à l'ouest sur la partie la plus à l'ouest de la limite nord du plateau continental appartenant au Qatar formé par une ligne d'azimut géodésique 278 degrés 14 minutes 27 secondes à l'ouest du point 2 »
- Point (2) 27° 00' 35" 51° 23' 00"  (tri-point avec le Bahrein)
- Point (3) 26° 56' 20" 51° 44' 05"
- Point (4) 26° 33' 25" 52° 12' 10"
- Point (5) 26° 06' 20" 52° 42' 30"
- Point (6) 25° 31' 50" 53° 02' 05" (tri-point avec les Émirats Arabes Unis)